# Étienne Jondot
Étienne (Élie) Jondot est un écrivain français, né à Montcenis, près d'Autun en Saône-et-Loire en 1770 et mort le 16 mars 1834 à Paris. 
Se voyant sur le point d'être atteint par la réquisition, Jondot, qui était partisan de l'ancien régime, se sauve dans l'ouest de la France et devint secrétaire d'un chef vendéen. Après la pacification de la Vendée, il va se fixer à Paris, y publie des articles et des écrits royalistes, entre autres un Parallèle de Louis XVI et de Tso-ching (1797), et fonde une maison d'éducation, qu'il dirige tout en étant un des collaborateurs actifs du Journal des Débats. 
En 1804, il abandonne son pensionnat pour devenir professeur d'histoire à l’École militaire de Fontainebleau. Jondot occupe successivement ensuite des chaires aux académies de Rouen (1810) et d'Orléans, et il renonce définitivement à l'enseignement en 1813. À partir de cette époque, il s'occupe surtout de faire valoir les propriétés qu'il possède dans la Marne, et termine ses jours à Paris. 

## Œuvres
Ses principaux ouvrages sont :
- Observations critiques sur les leçons d'histoire de Volney (Paris, 1800);
- la Philosophie rendue à ses principes ou Cours d'études sur la morale, la religion et la philosophie de l'ordre social (Paris, 1801 2 vol.), avec Mutin et Salgues ;
- Tableau historique des nations (Paris, 1808, 4 vol. in-8°); Tome 1 , Tome 2 , Tome 3 , Tome 4 .
- Lettres troyennes ou Observations critiques sur les ouvrages qui concourent aux prix décennaux (Paris, 1810);
- Histoire de l'empereur Julien (Paris 1817, 2 vol. in-8°) ;
- l'Antipyrrhonien ou Réfutation complète des principes contenus dans le 2e volume de l'Essai sur l'indifférence, de Lamennais (Paris, 1817, 2 vol. in-8°).